# Ständiges Komitee für wissenschaftliche Untersuchungen und Fatwa-Erteilung
Das Ständige Komitee für wissenschaftliche Untersuchungen und Fatwa-Erteilung (arabisch اللجنة الدائمة للبحوث العلمية والإفتاء al-Ladschna ad-Dā'ima li-l-Buhūth al-ʿIlmīya wa-l-Iftā', DMG al-Laǧna ad-Dāʾima li-l-Buḥūṯ al-ʿIlmīya wa-l-Iftāʾ) ist ein beratendes Amt  in Saudi-Arabien, das Fragen der islamischen Normenlehre (Fiqh) untersucht und Fatwas ausstellt. Es ist dem Rat der Höchsten Religionsgelehrten unterstellt. Seine Aufgabe besteht darin, Studien und Untersuchungen, die anschließend im Rat diskutiert werden, anzufertigen. Eine weitere Aufgabe ist es, der Bevölkerung bei der Beantwortung von Fragen dienlich zu sein. Die bedeutendsten Schrifterzeugnisse des Komitees sind die beiden Fatwa-Sammlungen Fatawa al-Laǧna ad-Dāʾima und Fatawa Islamiyya.

## Geschichte
Das Komitee wurde 1971 unter König Faisal mit dem königlichen Dekret 137/1 eingeführt, seine Existenz und Notwendigkeit wird mit Artikel 45 der Grundordnung, indem das Komitee explizit erwähnt wird, begründet.
Unter dem ehemaligen Vorsitzenden des Komitees, Abd al-Aziz ibn Baz, geriet es unter heftiger Kritik bei der einheimischen Bevölkerung und in Teilen des muslimischen Auslandes, ibn Baz hatte die Stationierung von US-Truppen in Saudi-Arabien im Rahmen des zweiten Golfkrieges im Namen des Komitees für rechtens erachtet und somit die Entscheidung der saudischen Regierung nachträglich „abgesegnet“.

## Mitglieder
Das Komitee besteht aus fünf führenden Religionsgelehrten in Funktion eines Alims oder Muftis und dem Vorsitzenden, derzeit (04/2008) wird das Komitee gestellt von:
- Abd al-Aziz ibn Abdullah Al asch-Schaich (geboren 1943) (Vorsitzender)
- Abdullah ibn Ghudaian (geboren 1926, gestorben 2010[6])
- Abdullah ibn Quod (geboren 1922[7])
- Abdullah ibn Munai (geboren 1928[8])
- Abdullah Abu Zaid (geboren 1944,[9] gestorben 2008)
- Saleh ibn Fawzan (geboren 1933)